# Chunchupalle
Chunchupalle é uma vila no distrito de Khammam, no estado indiano de Andhra Pradesh.

## Demografia
Segundo o censo de 2001, Chunchupalle tinha uma população de 18 967 habitantes. Os indivíduos do sexo masculino constituem 50% da população e os do sexo feminino 50%. Chunchupalle tem uma taxa de literacia de 70%, superior à média nacional de 59,5%: a literacia no sexo masculino é de 76% de 63% entre mulheres. Em Chunchupalle, 11% da população está abaixo dos 6 anos de idade.